# Biturix
Biturix is een geslacht van vlinders van de familie spinneruilen (Erebidae), uit de onderfamilie Arctiinae.

## Soorten
- B. diversipes Walker, 1855
- B. grisea Dognin, 1899
- B. hoffmannsi Rothschild, 1909
- B. intactus Walker, 1855
- B. lanceolata Walker, 1856
- B. pellucida Sepp, 1852
- B. pervenosa Forbes, 1939
- B. rectilinea Burmeister, 1878
- B. venosata Walker, 1865